# Caryomyia similis
Caryomyia similis är en tvåvingeart som beskrevs av Ephraim Porter Felt 1909. Caryomyia similis ingår i släktet Caryomyia och familjen gallmyggor. Inga underarter finns listade i Catalogue of Life.